# 카테고리아 프리메라 A
카테고리아 프리메라 A(스페인어: Categoría Primera A)는 콜롬비아의 최상위 프로 축구 리그이다. 현재 20개 팀이 참여하고 있다.

## 개요

### 정규 리그
정규 리그에서는 총 20개 팀이 서로 맞붙어 순위를 결정한다. 승리 시 승점 3점, 무승부 시 승점 1점, 패배 시 승점 0점을 획득한다. 정규 리그 종료 후, 상위 8개 팀이 플레이오프에 진출한다.

### 플레이오프
플레이오프에서는 8개 팀이 두 그룹으로 나뉘어 경기한다. 참가 팀들은 각 그룹에서 홈 앤 어웨이 방식으로 경기를 치른다. 각 그룹의 최상위를 기록한 팀이 결승전에 진출한다.

### 결승전
결승전에서는 플레이오프의 각 그룹에서 최상위를 기록한 두 팀이 홈 앤 어웨이 방식으로 맞붙는다. 이 때 정규 리그에서 더 높은 승점을 기록한 팀이 두번째 경기에서 홈 경기를 치른다. 결승전은 무승부 시 연장전 없이 바로 승부차기로 연결되며, 원정 다득점 규칙은 적용되지 않는다.

### 강등
카테고리아 프리메라 A에서는 강등 팀을 평균 성적을 산출하여 결정한다. 근 3년간 가장 낮은 평균 승점을 기록한 두팀이 카테고리아 프리메라 B로 강등된다.

### 수페르리가 콜롬비아나
카테고리아 프리메라 A 정규 리그와 결승전에서 우승한 두 팀이 수페르리가 콜롬비아나에서 맞붙는다.

## 현재 시즌 참가팀
2025 시즌 참가팀 (2025년 기준)
| 구단명                | 연고지         | 경기장                                      | 수용인원 | 감독                  | 참가연도 |
| --------------------- | -------------- | ------------------------------------------- | -------- | --------------------- | -------- |
| 데포르테스 톨리마     | 이바게         | 에스타디오 마누엘 무리요 토로               | 28,100   | 이스마엘 레스칼보     | 1954     |
| 데포르티보 칼리       | 칼리           | 에스타디오 데포르티보 칼리                  | 44,000   | 에르난 토레스         | 1912     |
| 데포르티보 파스토     | 파스토         | 에스타디오 데파르타멘탈 리베르타드          | 20,000   |                       | 1949     |
| 라 에키다드           | 보고타         | 메트로폴리타노 데 테초                      | 10,000   | 알렉시스 가르시아     | 1982     |
| 리오네그로 아길라스   | 리오네그로     | 에스타디오 알베르토 그리살레스              | 14,000   | 프란체스코 스티파노   | 2008     |
| 미요나리오스 FC       | 보고타         | 에스타디오 네메시오 카마초                  | 36,343   | 다비드 곤살레스       | 1946     |
| 보야카 치코 FC        | 투냐           | 에스타디오 라 인덴펜덴시아                  | 20,000   | 마리오 가르시아       | 2002     |
| 아메리카 데 칼리      | 칼리           | 에스타디오 올림피코 파스쿠알 게레로         | 35,405   | 호르헤 다실바         | 1927     |
| 아틀레티코 나시오날   | 메데진         | 아타타나시오 히라르도트                     | 40,043   | 파블로 레페토         | 1947     |
| 아틀레티코 부카라망가 | 부카라망가     | 에스타디오 알폰소 로페스 부카라망가         | 28,000   |                       | 1949     |
| 아틀레티코 우일라     | 네이바         | 에스타디오 기예르모 플라자스 알시드         | 27,000   | 네스토르 크라비오토   | 1990     |
| 아틀레티코 후니오르   | 바랑키야       | 에스타디오 메트로폴리타노 로베르토 멜렌데스 | 46,788   | 세사르 파리아스       | 1924     |
| 알리안사 페트롤레라   | 바랑카베르메하 | 에스타디오 다니엘 비야 사파타               | 10,400   | 호베르토 보드 헤르트  | 1991     |
| 엔비가도 FC           | 엔비가도       | 에스타다오 폴리데포르티보 수르              | 11,000   | 알렉시스 마르케스     | 1989     |
| 온세 칼다스           | 마니살레스     | 에스타디오 팔로그란데                       | 28,678   | 디에고 코레도         | 1961     |
| 인디펜디엔테 메데인   | 메데진         | 아타나시오 히라르도트                       | 40,403   |                       | 1913     |
| 인디펜디엔테 산타페   | 보고타         | 에스타디오 네메시오 카마초                  | 36,043   |                       | 1941     |
| 재규어스 데 코르도바  | 몬테리아       | 에스타디오 자라가이                         | 12,000   | 폼필리오 파에스       | 2012     |
| 파트리오타스 FC       | 투냐           | 에스타디오 라 인덴펜덴시아                  | 21,000   | 후안 다비드 니뇨      | 2003     |
| 포르탈레사 CEIF       | 보고타         | 에스타디오 메트로폴리타노 데 테코           | 10,000   | 세바스티안 올리베로스 | 2010     |

## 클럽 별 시즌 참가 횟수
카테고리아 프리메라 A가 창설된 1948년부터 리그에 참가한 시즌 횟수를 결산한 것이다. 현재 시즌 카테고리아 프리메라 A 2017에 참가하고 있는 팀은 굵은 글씨로 표기되었다.
| - 70 시즌 : 산타페 - 70 시즌 : 미요나리오스 - 70 시즌 : 아틀레티코 나시오날 - 67 시즌 : 데포르티보 칼리 - 66 시즌 : 인데펜디엔테 메데인 - 64 시즌 : 아메리카 데 칼리 - 64 시즌 : 온세 칼다스 - 62 시즌 : 데포르테스 킨디오 - 62 시즌 : 데포르테스 톨리마 - 58 시즌 : 아틀레티코 부카라망가 - 58 시즌 : 데포르티보 페레이라 - 57 시즌 : 후니오르 - 55 시즌 : 쿠쿠타 데포르티보 - 49 시즌 : 우니온 막달레나 - 25 시즌 : 엔비가도 - 17 시즌 : 데포르티보 파스토 - 15 시즌 : 코르툴루아 - 13 시즌 : 보야카 치코 - 12 시즌 : 레알 카르타헤나 | - 11 시즌 : 라 에키다드 - 9 시즌 : 보카 주니어스 데 칼리 - 8 시즌 : 스포르팅 데 바라키야 - 7 시즌 : 리오네그로 아길라스 - 6 시즌 : 파트리오타스 - 5 시즌 : 알리안사 페트롤레라 - 5 시즌 : 우니베르시다드 - 4 시즌 : 온세 데포르티보 - 3 시즌 : 우라칸 - 3 시즌 : 하과레스 - 2 시즌 : 포르탈레사 C.E.I.F. - 2 시즌 : 우니아우토노마 - 2 시즌 : 우니코스타 - 1 시즌 : 바란키야 - 1 시즌 : 센타우로스 비야비센시오 - 1 시즌 : 리베르타드 - 1 시즌 : 오로 네그로 - 1 시즌 : 티그레스 |

## 선수

### 최다 출장자
2016년 3월 13일 기준
| 순위 | 이름              | 참가연도  | 출장수 |
| ---- | ----------------- | --------- | ------ |
| 1    | 가브리엘 베르두고 | 1973-1982 | 773    |
| 2    | 알렉시스 가르시아 | 1980-1998 | 723    |
| 3    | 아르투로 세고비아 | 1963-1979 | 706    |
| 4    | 호르헤 베르무데스 | 1989-2007 | 682    |
| 5    | 미사엘 플로레스   | 1962-1982 | 652    |

### 최다 득점자
2016년 3월 13일 기준
| 순위 | 이름                   | 참가연도  | 득점수 |
| ---- | ---------------------- | --------- | ------ |
| 1    | 세르히오 갈반 레이     | 1996-2011 | 224    |
| 2    | 이반 발렌시아노        | 1988-2009 | 217    |
| 3    | 우고 론데로            | 1969-1981 | 211    |
| 4    | 오스왈도 팔라베치노    | 1975-1985 | 204    |
| 5    | 호르헤 라미레스 가예고 | 1962-1975 | 201    |
| 6    | 오마르 데바니          | 1962-1975 | 198    |
| 7    | 빅토르 아리스티사발    | 1990-2007 | 187    |
| 8    | 아르놀도 이과란        | 1977-1997 | 186    |
| 9    | 윌링톤 오르티스        | 1972-1982 | 184    |
| 10   | 호세 베르둔            | 1962-1971 | 184    |

## 시즌 별 우승 팀
1989년에는 카테고리아 프리메라 A 우승팀이 없는 유일한 해다. 당해 10월 1일 심판 알바로 오르테가가 메데인에서 살해당한 이후로, 잔여 경기가 모두 취소되면서 벌어진 일이다.
| 시즌    | 시즌      | 우승                | 준우승                | 득점왕                                            |
| ------- | --------- | ------------------- | --------------------- | ------------------------------------------------- |
| 1948    | 1948      | 산타페              | 후니오르              | 알프레도 카스티요                                 |
| 1949    | 1949      | 미요나리오스        | 데포르티보 칼리       | 페드로 카비욘                                     |
| 1950    | 1950      | 데포르티보 칼다스   | 미요나리오스          | 카시미로 아발로스                                 |
| 1951    | 1951      | 미요나리오스        | 보카 주니어스 데 칼리 | 알프레도 디 스테파노                              |
| 1952    | 1952      | 미요나리오스        | 보카 주니어스 데 칼리 | 알프레도 디 스테파노                              |
| 1953    | 1953      | 미요나리오스        | 아틀레티코 킨디오     | 마리오 가렐리                                     |
| 1954    | 1954      | 아틀레티코 나시오날 | 아틀레티코 킨디오     | 카를로스 알베르토 감비나                          |
| 1955    | 1955      | 인데펜디엔테 메데인 | 아틀레티코 나시오날   | 펠리페 마리노                                     |
| 1956    | 1956      | 아틀레티코 킨디오   | 미요나리오스          | 하이메 구티에레스                                 |
| 1957    | 1957      | 인데펜디엔테 메데인 | 데포르테스 톨리마     | 호세 비센테 그레코                                |
| 1958    | 1958      | 산타페              | 미요나리오스          | 호세 아메리코 몬타니니                            |
| 1959    | 1959      | 미요나리오스        | 인데펜디엔테 메데인   | 펠리페 마리노                                     |
| 1960    | 1960      | 산타페              | 아메리카 데 칼리      | 왈테르 마르콜리니                                 |
| 1961    | 1961      | 미요나리오스        | 인데펜디엔테 메데인   | 알베르토 페라쪼                                   |
| 1962    | 1962      | 미요나리오스        | 데포르티보 칼리       | 호세 오마르 베르둔                                |
| 1963    | 1963      | 미요나리오스        | 산타페                | 오마르 데바니                                     |
| 1964    | 1964      | 미요나리오스        | 쿠쿠타 데포르티보     | 오마르 데바니 호세 오마르 베르둔                  |
| 1965    | 1965      | 데포르티보 칼리     | 아틀레티코 나시오날   | 페르펙토 로드리게스                               |
| 1966    | 1966      | 산타페              | 인데펜디엔테 메데인   | 오마르 데바니                                     |
| 1967    | 1967      | 데포르티보 칼리     | 미요나리오스          | 호세 마리아 페레로                                |
| 1968    | 1968      | 우니온 막달레나     | 데포르티보 칼리       | 호세 마리아 페레로                                |
| 1969    | 1969      | 데포르티보 칼리     | 아메리카 데 칼리      | 우고 론데로                                       |
| 1970    | 1970      | 데포르티보 칼리     | 후니오르              | 호세 마리아 페레로 왈테르 소사                    |
| 1971    | 1971      | 산타페              | 아틀레티코 나시오날   | 우고 론데로 아폴리나르 파니아과                   |
| 1972    | 1972      | 미요나리오스        | 데포르티보 칼리       | 우고 론데로                                       |
| 1973    | 1973      | 아틀레티코 나시오날 | 미요나리오스          | 넬손 실바 파체코                                  |
| 1974    | 1974      | 데포르티보 칼리     | 아틀레티코 나시오날   | 빅토르 에파노르                                   |
| 1975    | 1975      | 산타페              | 미요나리오스          | 호르헤 라몬 카세레스                              |
| 1976    | 1976      | 아틀레티코 나시오날 | 데포르티보 칼리       | 미겔 앙헬 콘베르티                                |
| 1977    | 1977      | 후니오르            | 데포르티보 칼리       | 오스왈도 마르시알 팔라베치노                      |
| 1978    | 1978      | 미요나리오스        | 데포르티보 칼리       | 오스왈도 마르시알 팔라베치노                      |
| 1979    | 1979      | 아메리카 데 칼리    | 산타페                | 후안 호세 이리고옌                                |
| 1980    | 1980      | 후니오르            | 데포르티보 칼리       | 세르히오 시에라                                   |
| 1981    | 1981      | 아틀레티코 나시오날 | 데포르테스 톨리마     | 빅토르 우고 델 리오                               |
| 1982    | 1982      | 아메리카 데 칼리    | 데포르테스 톨리마     | 미겔 오스왈도 곤살레스                            |
| 1983    | 1983      | 아메리카 데 칼리    | 후니오르              | 우고 고타르디                                     |
| 1984    | 1984      | 아메리카 데 칼리    | 미요나리오스          | 우고 고타르디                                     |
| 1985    | 1985      | 아메리카 데 칼리    | 데포르티보 칼리       | 미겔 오스왈도 곤살레스                            |
| 1986    | 1986      | 아메리카 데 칼리    | 데포르티보 칼리       | 엑토르 라몬 소사                                  |
| 1987    | 1987      | 미요나리오스        | 아메리카 데 칼리      | 호르헤 아라베나                                   |
| 1988    | 1988      | 미요나리오스        | 아틀레티코 나시오날   | 세르히오 안굴로                                   |
| 1989    | 1989      | 리그 취소           | 리그 취소             | 리그 취소                                         |
| 1990    | 1990      | 아메리카 데 칼리    | 아틀레티코 나시오날   | 안토니 데 아빌라                                  |
| 1991    | 1991      | 아틀레티코 나시오날 | 아메리카 데 칼리      | 이반 발렌시아노                                   |
| 1992    | 1992      | 아메리카 데 칼리    | 아틀레티코 나시오날   | 존 하이로 트레예스                                |
| 1993    | 1993      | 후니오르            | 아메리카 데 칼리      | 미겔 게레로                                       |
| 1994    | 1994      | 아틀레티코 나시오날 | 미요나리오스          | 루벤 다리오 에르난데스                            |
| 1995    | 1995      | 후니오르            | 아메리카 데 칼리      | 이반 발렌시아노                                   |
| 1995-96 | 1995-96   | 데포르티보 칼리     | 미요나리오스          | 이반 발렌시아노                                   |
| 1996-97 | 1996-97   | 아메리카 데 칼리    | 미요나리오스          | 이반 발렌시아노                                   |
| 1998    | 1998      | 데포르티보 칼리     | 온세 칼다스           | 빅토르 보니야                                     |
| 1999    | 1999      | 아틀레티코 나시오날 | 아메리카 데 칼리      | 세르히오 갈반 레이                                |
| 2000    | 2000      | 아메리카 데 칼리    | 후니오르              | 카를로스 알베르토 카스트로                        |
| 2001    | 2001      | 아메리카 데 칼리    | 아틀레티코 나시오날   | 카를로스 알베르토 카스트로 호르헤 오라시오 세르나 |
| 2002    | 정규 리그 | 아메리카 데 칼리    | 아틀레티코 나시오날   | 루이스 페르난도 술레타                            |
| 2002    | 결승전    | 인데펜디엔테 메데인 | 데포르티보 파스토     | 올란도 바예스테로스 밀톤 로드리게스               |
| 2003    | 정규 리그 | 온세 칼다스         | 후니오르              | 아르눌포 발렌티에라                               |
| 2003    | 결승전    | 데포르테스 톨리마   | 데포르티보 칼리       | 레이데르 프레시아도                               |
| 2004    | 정규 리그 | 인데펜디엔테 메데인 | 아틀레티코 나시오날   | 세르히오 에레라                                   |
| 2004    | 결승전    | 후니오르            | 아틀레티코 나시오날   | 레오나르도 파비오 모레노 레이데르 프레시아도      |
| 2005    | 정규 리그 | 아틀레티코 나시오날 | 산타페                | 빅토르 아리스티사발                               |
| 2005    | 결승전    | 데포르티보 칼리     | 레알 카르타헤나       | 하메르손 렌테리아 우고 로다예가                   |
| 2006    | 정규 리그 | 데포르티보 파스토   | 데포르티보 칼리       | 호르헤 디아스 모레노                              |
| 2006    | 결승전    | 쿠쿠타 데포르티보   | 데포르테스 톨리마     | 디에고 알바레스 존 차리아                         |
| 2007    | 정규 리그 | 아틀레티코 나시오날 | 아틀레티코 우일라     | 프레디 몬테로 세르히오 갈반 레이                  |
| 2007    | 결승전    | 아틀레티코 나시오날 | 라 에키다드           | 다이로 모레노                                     |
| 2008    | 정규 리그 | 보야카 치코         | 아메리카 데 칼리      | 미겔 카네오 이반 벨라스케스                       |
| 2008    | 결승전    | 아메리카 데 칼리    | 인데펜디엔테 메데인   | 프레디 몬테로                                     |
| 2009    | 정규 리그 | 온세 칼다스         | 후니오르              | 테오필로 구티에레스                               |
| 2009    | 결승전    | 인데펜디엔테 메데인 | 아틀레티코 우일라     | 잭슨 마르티네스                                   |
| 2010    | 정규 리그 | 후니오르            | 라 에키다드           | 카를로스 바카 카를로스 렌테리아                   |
| 2010    | 결승전    | 온세 칼다스         | 데포르테스 톨리마     | 윌데르 메디나 다이로 몬테로                       |
| 2011    | 정규 리그 | 아틀레티코 나시오날 | 라 에키다드           | 카를로스 렌테리아                                 |
| 2011    | 결승전    | 후니오르            | 온세 칼다스           | 카를로스 바카                                     |
| 2012    | 정규 리그 | 산타페              | 데포르티보 파스토     | 로빈 라미레스                                     |
| 2012    | 결승전    | 미요나리오스        | 인데펜디엔테 메데인   | 헨리 에르난데스 카르멜로 발렌시아 헤르만 카노     |
| 2013    | 정규 리그 | 아틀레티코 나시오날 | 산타페                | 윌데르 메디나                                     |
| 2013    | 결승전    | 아틀레티코 나시오날 | 데포르티보 칼리       | 다이로 모레노 루이스 카를로스 루이스              |
| 2014    | 정규 리그 | 아틀레티코 나시오날 | 후니오르              | 다이로 모레노                                     |
| 2014    | 결승전    | 산타페              | 인데펜디엔테 메데인   | 헤르만 카노                                       |
| 2015    | 정규 리그 | 데포르티보 칼리     | 인데펜디엔테 메데인   | 페르난도 우리베                                   |
| 2015    | 결승전    | 아틀레티코 나시오날 | 후니오르              | 헤페르손 두케                                     |
| 2016    | 정규 리그 | 인데펜디엔테 메데인 | 후니오르              | 미겔 보르하                                       |
| 2016    | 결승전    | 산타페              | 데포르테스 톨리마     | 아이론 델 바예                                    |
| 2017    | 정규 리그 |                     |                       |                                                   |
| 2017    | 결승전    |                     |                       |                                                   |